# ルイス・ナバレテ
ルイス・ファハルド・ナバレテ（Luis Fajardo Navarrete、生年不詳 - 1597年11月30日）は、スペインの使節。

## 経歴・人物
1596年（文禄5年）に発生したサン＝フェリペ号事件により没収された積荷や日本二十六聖人で殉教した宣教師の遺体や遺品の返還にあたるため、翌1597年に当時フィリピンの総督だったフランシスコ・デ・テージョ・デ・グスマンはナバレテおよび副使のソウザと共に日本へ派遣させた。
同年（慶長2年）にナバレテは副使と共に来日し、大坂城にて豊臣秀吉と謁見する。その際にサン＝フェリペ号の乗組員および遺品の返還は実行されたが、後に約束として秀吉が発令したバテレン追放令によるキリシタンの布教を禁止する返書が与えられた。離日する直前の11月30日（慶長2年10月21日）に長崎にて病死した。